# Kikuo Wada
Kikuo Wada (japanisch 和田 喜久夫 Wada Kikuo; * 1. März 1951 in Teradomari; † 8. Mai 2025 in Nagaoka) war ein japanischer Ringer.

## Karriere
Kikuo Wada siegte im Freistilringen bei den Asienspielen 1970 in der Klasse bis 68 kg. Im Folgejahr wurde er Fünfter bei den Weltmeisterschaften. Bei den Olympischen Sommerspielen 1972 nahm er im Freistilringen in der Klasse bis 68 kg teil. Dort gewann er die Silbermedaille.